# Fouzia Assouli
Fouzia Assouli (Casablanca, 7 de junio de 1958) es una activista feminista marroquí. Tiene una maestría en economía de la Universidad de Casablanca en 1985. Fouzia es miembro fundadora de la sección de Casablanca de la Asociación Marroquí por los Derechos de la Mujer y miembro fundadora y presidenta honoraria de la Liga Democrática para los Derechos de las Mujeres (LDDF) creada en 1993. En septiembre de 2017, recibió el "Premio Mediterráneo para la Mujer" en Nápoles. Dedicó su distinción a quienes día a día en Marruecos lucha por la igualdad entre hombres y mujeres.

## Biografía
Assouli pertenece a una generación de mujeres marroquís que durante el periodo duro del reinado de Hassan II a principios de los 70 se comprometieron en la lucha por los derechos humanos y los derechos de las mujeres.
En 1993 participó en la creación de la Liga Democrática por los Derechos de las Mujeres (FLDDF) y también colaboró con la Asociación Marroquí de Derechos Humanos (AMDH) presidida por la también activista Khadija Ryadi de 2007 a 2013. 
En 1999, suspendió su actividad como asesora legal y fiscal, para dedicarse por completo a la lucha por los derechos de las mujeres en Marruecos a través de su compromiso como activista con la Federación de la Liga Democrática por los Derechos de las Mujeres (FLDDF). Establece un plan de acción que comienza con el compromiso de poner fin a la institucionalización de la discriminación. Por lo tanto, su lucha está incrustada en la necesidad de cambiar las mentalidades en Marruecos para garantizar el establecimiento de una sociedad modernista, igualitaria y justa para hombres, mujeres y niños. Hizo campaña para el establecimiento de centros de escucha, la organización de grandes campañas de información destinadas principalmente a las mujeres analfabetas y rurales, así como la correcta aplicación de la ley.
En el foco de su activismo está el compromiso en la lucha contra la violencia conyugal, contra el matrimonio de menores y la militancia en beneficio de una mayor paridad. En junio de 2014, el FLDDF había reunido una coalición feminista para condenar los comentarios del jefe de gobierno islamista Abdelilah Benkirane, quien estimó que el trabajo dejó "más tiempo [para que la mujer marroquí] no se casara, ni se convirtiera en madre, ni para ser madre. educa a tus hijos. […] Las casas marroquíes se apagaron cuando las mujeres salieron a trabajar ”.

## Premios y reconocimientos
- 2017 Premio Mediterráneo para las mujeres de la Fundación Mediterránea por la Paz.[6]